# Szeverényi Ilona
Gerencsérné Szeverényi Ilona (Gyula, 1946. augusztus 12. –) magyar cimbalomművész, egyetemi tanár.

## Életpályája
1965–1968 között a Liszt Ferenc Zeneművészeti Főiskola hallgatója volt, ahol Gerencsér Ferenc oktatta. 1968-tól a Józsefvárosi Zeneiskola cimbalomtanára. 1970–1980 között Enzsöl Tündével kétcimbalmos kamarazenét játszott. 1980–2000 között Vékony Ildikóval is kétcimbalmos kamarazenét adott elő. 1986-tól a Bartók Béla Zeneművészeti Szakközépiskola tanára. 1989-től a Liszt Ferenc Zeneművészeti Főiskola Zenetanárképző Intézetének oktatója is.
Gerencsér Ferenccel megírta a Cimbalomiskolát. Több mint 70 magyar művet mutatott be, hanglemezeket készített. Zenepedagógiai tanulmányokat, tanterveket, cimbalometűdöket írt. Főleg szólistaként koncertezik, neki írt cimbalomversenyeket mutat be.

## Családja
Szülei: Szeverényi András és Gulyás Ilona. 1967–1989 között Gerencsér Ferenc (1923–1989) volt a férje.

## Díjai
- Artisjus-díj (1983, 1986, 1990, 1994–1996, 2005, 2019)
- Liszt Ferenc-díj (2007)
- A Magyar Művészetoktatásért díj (2007)